# 母乳微生物群

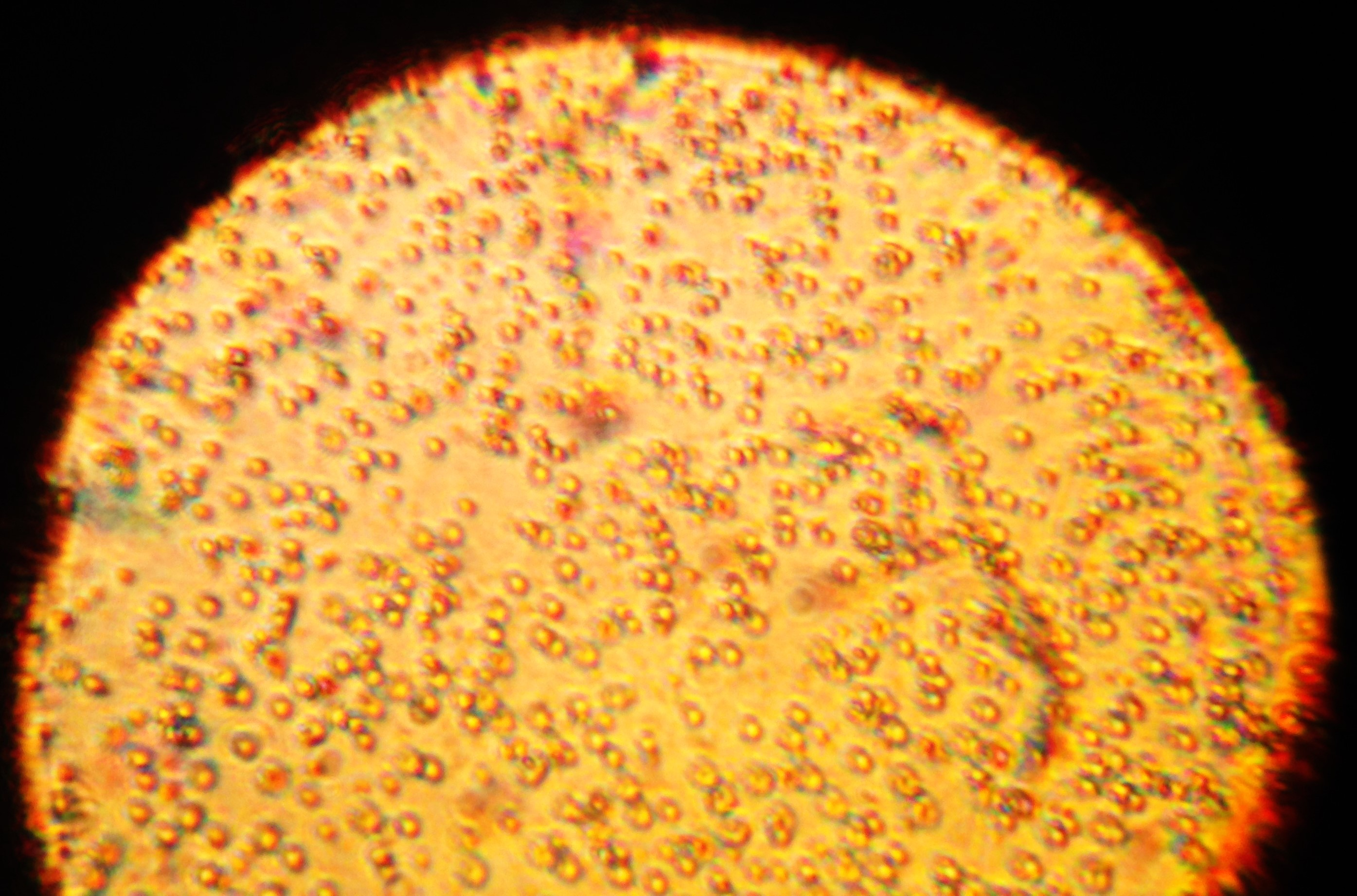
母乳樣本中的微生物

母乳微生物群（Human Milk Microbiota）也稱為母乳益生菌（Human Milk Probiotics, HMP），是在人類母乳及乳腺中的微生物群。以往曾認為母乳無菌，不過近來不論透過微生物培養，或是其他的技術，都已確定母乳中含有許多和人類微生物群系不同的细菌群。
母乳微生物群可能是嬰兒體內，偏利共生、互利共生，或潛在益生菌之腸道菌群的來源。世界卫生组织（WHO）對益生菌的定義是：「當達到足夠數量時，能對宿主的健康有益的微生物。」。

## 來源

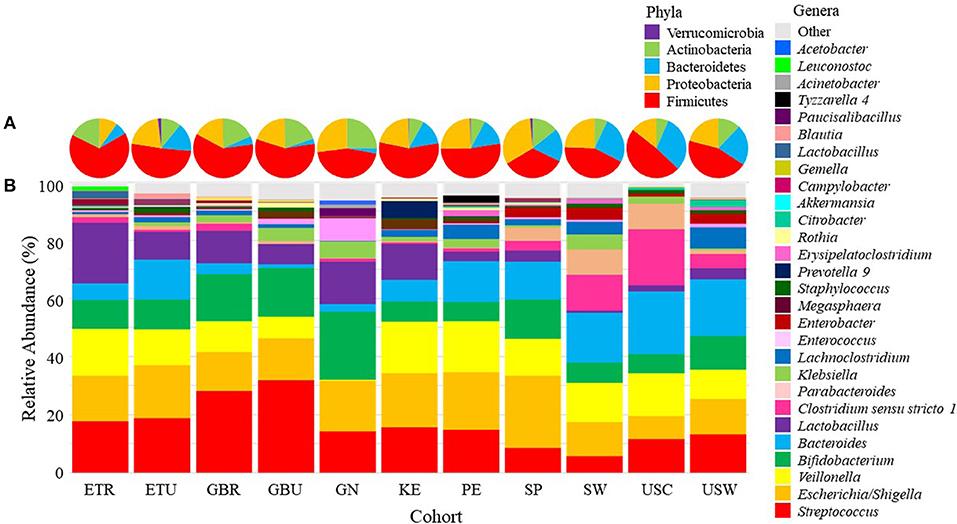
母乳中的微生物群，以及十種最常見的菌種

母乳是乳酸菌的自然來源，初生嬰兒透過母乳餵養可以獲取乳酸菌，母乳也可視為是共生食物。健康母親的母乳中，正常細菌含量約為每毫升103个菌落形成單位（CFU）。母乳中的菌種非常複雜。在所有母乳樣本中可檢測的超過100種可操作的分類單位中，只有9種菌類是所有樣本共有的（鏈球菌，葡萄球菌，沙雷氏菌属，假單胞菌，棒狀桿菌，羅爾斯頓菌，丙酸桿菌，鞘氨醇單胞菌和慢生根瘤菌科），但個別母體裏的母乳細菌群落多半都是穩定的。母乳是嬰兒腸道中葡萄球菌、鏈球菌、乳酸菌、雙歧桿菌、丙酸桿菌、棒狀桿菌和其他相關革蘭氏陽性菌的來源。

## 成份
以前科學界都認為母乳是無菌的，後來才從健康女性身上，以衛生方式採集的母乳中發現了乳桿菌。研究指出母乳中的多個菌類，包括乳桿菌屬，葡萄球菌屬，腸球菌屬和雙歧桿菌屬的細菌菌株，會透過母乳喂哺傳到嬰兒體内，因此由母乳喂哺的嬰兒的腸道微生物群成分與其母親的母乳成分相近似.。研究亦指出母乳微生物群及嬰兒腸道微生物群具有相似性，因此認為飲食攝取（包括母乳益生菌）可以幫助建立嬰兒腸道微生物群，也對其免疫發展有益。
母乳樣本中常見的菌種有雙歧桿菌屬、乳桿菌屬、葡萄球菌属、鏈球菌屬、擬桿菌屬、梭菌屬、微球菌屬、肠球菌及埃希氏菌屬。有關母乳的元基因組學分析發現其中主要以葡萄球菌属、擬桿菌屬及缓慢爱德华氏菌為主。母乳微生物群會隨族群及女性的個體差異而不同，不過在一個以美國女性為基礎的研究中，觀察到在其研究樣本中有相同的九種菌種，因此認為在母乳微生物群中有主要菌種，至少在美國是這樣的情形。人類初乳中的菌種比一般母乳的更加分散。
在所有母乳細菌當中，乳桿菌為最常見的菌種，並且由於其潛在的益生菌作用而受到關注。在乳桿菌中，可以分離出三種有益生功效的乳桿菌種，分別是發酵乳桿菌 (CECT 5716)、加氏乳桿菌 (CECT 5714) 及唾液乳桿菌 (CECT 5713)，其中發酵乳桿菌是人類母乳中最常見的菌類之一，它是在1994年從人類糞便樣本分析中發現的，對消化道酸鹼度及膽汁具有極高的耐受性，對於其益生菌作用極為明顯。由於其免疫增強和抗微生物能力，發酵乳桿菌的抗感染特性亦見顯赫。早期有在配方奶粉中加入發酵乳桿菌，宣稱安全，適合一到六個月的嬰兒，且適合長期使用。
唾液乳杆菌CECT 5713源于一个月大由母乳喂哺婴孩的粪便样本中抽取而来，研究指出由母乳喂哺的婴孩的肠道微生物群反映了其母亲的乳汁细菌成分。 经RAPD和PFGE分析显示，唾液乳杆菌存在于天然母乳中，并会生产乙酸盐，L-乳酸盐和过氧化氢，或有助解释其在研究中对大部分标记生物的抗菌活性功效。 再者，唾液乳杆菌在模拟肠道极端环境下仍有高存活率。
加氏乳杆菌 CECT5714从肠道样本中抽取而来，属于嗜酸乳杆菌复合物的一种，被广泛运用于不同的乳制品中，例如奶酪等。 一个双盲随机对照研究发现加氏乳杆菌对过敏反应中涉及的免疫参数有其影响，例如减少血浆中IgE的数量和增加调节T细胞。 含有加氏乳杆菌的益生菌产品还增强了先天性和特异性免疫参数，可以普遍改善儿童的健康状况。

## 起源
有關母乳微生物群的啟源還不完全清楚，目前有許多相關的假說。母乳中的微生物群可能是源自乳房的皮膚微生物群，或是嬰兒的口腔微生物群。在哺乳或是嬰兒吸吮乳頭時的母乳倒流也可能導致乳腺中的細菌形成，透過紅外線攝影發現在哺乳時有一定程度的母乳倒流。另外，微生物群也可能從母親的消化道，透過樹突狀細胞產生的腸-乳途徑（entero-mammary pathway）進入乳腺。

## 環境因素
人體母乳益生菌會收到不同因素的影響，例如母親自身的身體質量指數（BMI）、嬰兒性別、生產方式及母乳喂哺模式等等。Soto等人的研究表明，在懷孕和哺乳期間未接受任何抗生素治療的婦女的母乳中有更多的乳酸桿菌和雙歧桿菌含量。
母乳寡糖（HMO）是母乳中的主要成份之一，屬於益生元，可以增進有益的雙歧桿菌和擬桿菌的成長。

### 產婦的健康情形
產婦的健康情形會影響母乳中的微生物組。身體質量指數較高及比較肥胖的產，其雙歧桿菌和葡萄球菌的數量會不同，細菌的多樣性也會比較少乳糜泻產婦母乳中的擬桿菌和雙歧桿菌含量會比較少。HIV陽性的婦女其母乳中的微生物多樣性較大，而乳桿菌濃度也比較高。乳腺炎和母乳中的微生物組的種類較少，微生物门分類層級的變化，以及厭氧生物的減少有關
足月生產及早產的孕婦，其母乳中微生物群的成份也有不同，足月生產的孕婦，其母乳中的腸球菌比早產孕婦要少，雙歧桿菌種類含量也比較高。
很少研究去分析母親飲食對母乳微生物群的影響，不過可以確定飲食會影響母乳中的成份組成，例如脂質分佈，而母乳成份會影響微生物組成。母親飲食中脂肪及醣類的變化會影響母乳微生物群中的分類組成
母乳微生物中的分類組成和多樣程度也依母親的地理位置有很大的不同，不過還需要有更多不同地方婦女參與研究，以瞭解不同地區的差異。
產婦在圍產期是否使用抗生素，和母乳中乳酸桿菌，雙歧桿菌，葡萄球菌和真桿菌的出現率有關。
中非共和國的研究發現母乳中的微生物多樣性越廣，越會觀察到母嬰二人組的社會網絡密度。

### 哺乳階段
母乳中的微生物群也會隨哺乳階段而不同，初乳中的微生物群多樣性比較高。母乳中微生物群的的分類組成也有不同。一開始的母乳，其中的微生物以魏斯氏菌屬、明串珠菌屬、葡萄球菌、鏈球菌、及乳酸乳球菌為主，後期的母乳的微生物主要是韦荣氏球菌属、普雷沃氏菌属、纖毛菌、乳桿菌屬、葡萄球菌、雙歧桿菌及腸球菌屬。

## 對健康的影響
一般認為哺乳是建立嬰兒腸道微生物群的重要方式。餵母乳的嬰兒腸道微生物群的種類較少，其中雙歧桿菌及乳桿菌屬的量會比餵配方奶的嬰兒要多，潛在的病原体會比餵配方奶的嬰兒要少。母乳中的細菌會透過競爭性來排除有害細菌，降低嬰兒感染的風險，並產生消除病原性菌株的抗菌化合物。有些乳酸桿菌和雙歧桿菌會因為母乳寡糖而促進其成長，可以形成嬰兒腸道的健康代謝及免疫機能。

### 對哺乳女性的益處
乳腺炎是与哺乳有关的常见炎症性疾病。 两项不同的研究表明，發酵乳桿菌可以改善乳腺炎（哺乳時常出現的疾病），其方式是降低鏈球菌負荷量，一般認為鏈球菌是乳腺炎的危險因子及病因。

### 對嬰兒的益處
餵母乳的嬰兒受到感染的比例比較低，有可能是因為母乳產生的腸道菌群的調節作用。餵母乳的嬰兒，其腸道菌群中乳酸桿菌及雙歧桿菌的比例比餵配方奶的嬰兒要高，其中致病菌的比例也比較低。Maldonado等人的研究發現，若嬰兒之後喝的配方奶中有較多的發酵乳酸桿菌，其腸道及呼吸道的不适及感染比例可降低72%，因此這類的配方奶可能可以預防新生兒常見的腸道及上呼吸道傳染病。
母奶益生菌也可以提高嬰兒體內細菌的定殖益菌的比例，並且支持嬰兒還不成熟的免疫系統。目前已知乳酸桿菌及雙歧桿菌在腸道中定殖，並且和其他細菌競爭養份，可以抑制致病菌（例如傷寒沙門氏菌及產氣莢膜梭菌）的成長，避免這些細菌黏沾在腸道上。腸道內偏利共生的定殖也可以維持免疫系統的稳态，這些細菌會刺激輔助型T細胞1反應，並且對抗輔助型T細胞2對新生兒免疫系統的反應，減少發炎反應（例如坏死性小肠结肠炎）的發生率。
嬰兒若有哭鬧症狀，有可能是因為腸道中的細菌不平衡，有哭鬧症狀的嬰兒，檢查其糞便檢體，其大腸桿菌會比沒有哭鬧症狀的嬰兒要多，而乳酸桿菌數量會比較少。另一方面，益生菌可以影響腸蠕動及感覺神經元，也對腸的收縮活動性有幫助，也可以發揮消炎的作用。
免疫调节特性
从初生婴儿首次接触微生物的时候，便会开始建构婴儿自身的肠道微生物群，这个建构过程对于免疫系统的发展极为重要。 肠道微生物群的不同成分会影响具有重要免疫组分的某些疾病的发生率，例如过敏或炎症等。益生菌的免疫调节作用在动物病理模型中也得到体现，从人体提取的益生菌种可以有助提升老鼠的天然和获得性免疫反应。再者，人体母乳益生菌中的加氏乳杆菌及棒状乳杆菌亦在动物实验模型中降低了牛乳蛋白过敏的病发率及严重性。最近研究指出，发酵乳杆菌在动物实验模型中对肠道炎症有正面影响，有助减轻炎症反应及减低肠道损伤风险。
研究指出，患有绞痛症状的儿童可能存在肠道微生物群的不平衡，在对粪便样本的分析发现，与未患绞痛的儿童相比，患有绞痛症状的婴儿的大肠菌群计数较高，但乳酸杆菌计数则较低。另一方面，益生菌已被证明可影响肠道运动和感觉神经元，以及肠道的收缩活动，并发挥抗炎作用。
抗菌作用
对细菌和病毒感染的保护是益生菌最常见的声明之一，现时已经有不同的研究解释了益生菌抗微生物活性的功效。 一些试管研究表明某些益生菌菌株能够产生对抗微生物的化合物，如过氧化氢和有机酸等，它们可抑制大肠杆菌，沙门氏菌和单核细胞增生李斯特菌的生长。
研究亦指出母乳中的菌类能够通过增加粘蛋白产生和降低肠渗透性来改善肠屏障功能，可是与肠道产毒细菌竞争营养物质和上皮细胞肠道受体结合位点才是益生菌主要的抗感染机制。 举例而言，乳酸杆菌和双歧杆菌可通过定植于儿童肠道的和与病原微生物竞争营养来抑制病原微生物如鼠伤寒沙门氏菌和产气莢膜梭菌的生长，从而防止其粘附于肠道中。 共生细菌在肠道定植也对于维持免疫系统的稳定起着至关重要的作用。 这些细菌能刺激TH1反应并抵消新生儿免疫系统TH2反应，从而降低坏死性小肠炎等炎症过程的发生率。
对胃肠道的好处
研究指出，添加了母乳益生菌及益生元的婴幼儿配方奶粉，比仅添加了益生元的能减少肠胃疾病感染达71%，当下人们越来越关注肠道微生物群对于改善胃肠功能和营养吸收的运作原理，不同研究亦指出人体母乳益生菌会在肠道定植，因此增加了粪便样本的乳杆菌数量，从而改变肠道微生物群成分。再者，分子分析亦表明，这些细菌在人体肠道中具有代谢活性，增强了功能性代谢物如丁酸盐的产生，丁酸盐是结肠细胞的主要能量来源，在调节肠道功能中起着至关重要的作用，粪便水分和粪便频率和体积的增加亦可能与丁酸的粪便浓度增加相关。 相似地，在一个儿童临床实验中，加氏乳杆菌的使用亦使粪便乳杆菌数量增加。 在同一实验中，接受了益生菌疗程的儿童的粪便水中含有的细胞毒性低于对照儿童的样本。 另一临床实验表面加入了鼠李糖乳杆菌LGG的婴儿配方奶粉可以改善新生儿的生长模式，同时表明婴儿营养素的生物利用度亦被提高。